# Michael Lonsdale
Michael Lonsdale, talvolta Michel (Parigi, 24 maggio 1931 – Parigi, 21 settembre 2020), è stato un attore e pittore francese.

## Biografia
Di madre di origini francese e irlandese, Simone Béraud, e padre inglese, Edward Lonsdale-Crouch, trascorse la sua prima infanzia a Londra e quindi, a partire dal 1939, visse in Marocco, ove dal 1943 fu protagonista di trasmissioni radiofoniche per l'infanzia. Tornato in Francia nel 1947, incontrò il regista e attore teatrale Roger Blin, che lo avviò alla carriera sul palcoscenico. Cattolico impegnato, Lonsdale fece parte del Movimento carismatico.
Perfettamente bilingue, Lonsdale girò sia pellicole d'avanguardia (come i film di Marcel Hanoun) che film di produzione hollywoodiana, come Munich (2005) di Spielberg. Nella sua carriera recitò anche per registi come Orson Welles, François Truffaut, Louis Malle, Luis Buñuel, Ermanno Olmi, Jean-Pierre Mocky e Jean Eustache. Vestì i panni di Hugo Drax, il cattivo principale nell'11° film di James Bond, Moonraker - Operazione spazio (1979).
A teatro apparve in opere di autori contemporanei (Friedrich Dürrenmatt, Samuel Beckett, Marguerite Duras e altri). Michael Lonsdale mise in scena numerosi testi, fra i quali Maria Maddalena dei fratelli Martineau e La notte di Marina Tsvetaeva di Valeria Moretti (entrambi nel 2000). Egli inoltre prestò la sua voce nella lettura radiofonica di testi famosi di letteratura e filosofia. Nel 1982 fu la voce narrante di Chronopolis, di Piotr Kamler, tuttavia il suo contributo venne rimosso nella versione successiva, sei anni dopo.

## Filmografia parziale

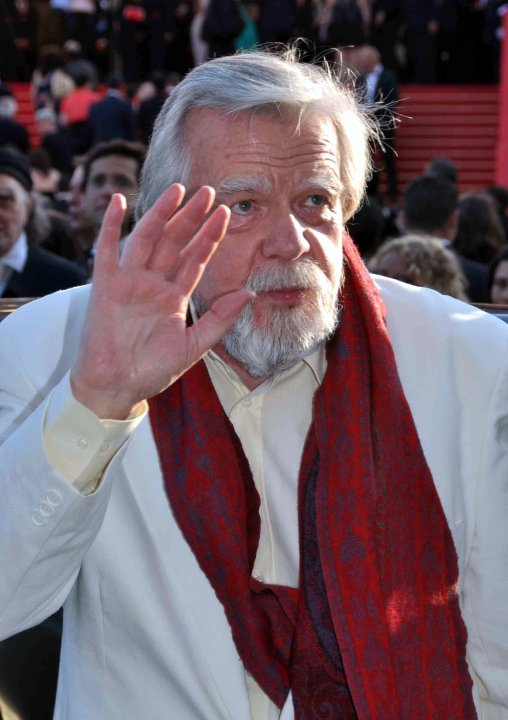
Michael Lonsdale alla presentazione del film Des hommes de Dieu nel 2010 a Cannes

### Cinema
- Le bugie nel mio letto (Adorable menteuse), regia di Michel Deville (1961)
- Il delitto non paga (Le crime ne paie pas), regia di Gérard Oury (1961)
- La spiata (La Dénonciation), regia di Jacques Doniol-Valcroze (1962)
- Il processo (Le Procès), regia di Orson Welles (1962)
- ...e venne il giorno della vendetta (Behold a Pale Horse), regia di Fred Zinnemann (1964)
- Da New York: la mafia uccide (Je vous salue, mafia!), regia di Raoul Lévy (1965)
- La Bourse et la Vie, regia di Jean-Pierre Mocky (1966)
- Parigi brucia? (Paris brûle-t-il?), regia di René Clément (1966)
- Carnet per un morto (Le Judoka, agent secret), regia di Pierre Zimmer (1966)
- La sposa in nero (La Mariée était en noir), regia di François Truffaut (1968)
- Baci rubati (Baisers volés), regia di François Truffaut (1968)
- La contestazione del tubo (La Grande lessive), regia di Jean-Pierre Mocky (1968)
- Louis de Funès e il nonno surgelato (Hibernatus), regia di Édouard Molinaro (1969)
- C'era una volta un commissario... (Il etait un fois un flic), regia di Georges Lautner (1971)
- Inchiesta su un delitto della polizia (Les Assassins de l'ordre), regia di Marcel Carné (1971)
- Soffio al cuore (Le Souffle au coeur), regia di Louis Malle (1971)
- La tardona (La Vieille fille), regia di Jean-Pierre Blanc (1972)
- Il giorno dello sciacallo (The Day of the Jackal), regia di Fred Zinnemann (1973)
- I buoni sentimenti stuzzicano l'appetito (Les Grands sentiments font les bons gueuletons), regia di Michel Berny (1973)
- Spostamenti progressivi del piacere (Glissements progressif du plaisir), regia di Alain Robbe-Grillet (1974)
- Stavisky il grande truffatore (Stavisky), regia di Alain Resnais (1974)
- Il giorno del toro (Caravan to vaccares), regia di Geoffrey Reeves (1974)
- Il fantasma della libertà (Le Fantôme de la liberté), regia di Luis Buñuel (1974)
- Un lenzuolo non ha tasche (Un Linceul n'a pas de poches), regia di Jean-Pierre Mocky (1974)
- La polizia indaga: siamo tutti sospettati (The Suspects), regia di Michel Wyn (1974)
- India Song, regia di Marguerite Duras (1975)
- Una donna da uccidere (Folle à tuer), regia di Yves Boisset (1975)
- Primavera carnale (Sérieux comme le plaisir), regia di Robert Benyoun (1975)
- L'affare della Sezione Speciale (Section spécial), regia di Costa-Gavras (1975)
- Una romantica donna inglese (The Romantic Englishwoman), regia di Joseph Losey (1975)
- La ragazza di madame Claude (Le Téléphone rose), regia di Edouard Molinaro (1975)
- Il sapore della paura (La Traque), regia di Serge Leroy (1975)
- Galileo, regia di Joseph Losey (1975)
- Uova strapazzate (Les Oeufs brouillés), regia di Joël Santoni (1976)
- Mr. Klein (Monsieur Klein), regia di Joseph Losey (1976)
- La donna mancina (Die linkshändige Frau), regia di Peter Handke (1978)
- Casablanca Passage (The Passage), regia di J. Lee Thompson (1978)
- Moonraker - Operazione spazio (Moonraker), regia di Lewis Gilbert (1979)
- Momenti di gloria (Chariots of Fire), regia di Hugh Hudson (1981)
- Enigma - Il codice dell'assassino (Enigma), regia di Jeannot Szwarc (1983)
- Il giudice (Le Juge), regia di Philippe Lefebvre (1984)
- Il ritorno delle aquile (The Holcroft Covenant), regia di John Frankenheimer (1985)
- Il nome della rosa (Le Nome de la Rose), regia di Jean-Jacques Annaud (1986)
- Woyzeck, regia di Guy Marignane (1993)
- Quel che resta del giorno (The Remains of the Day), regia di James Ivory (1993)
- Nelly e Mr. Arnaud (Nelly et Monsieur Arnaud), regia di Claude Sautet (1995)
- Jefferson in Paris, regia di James Ivory (1995)
- Ronin, regia di John Frankenheimer (1998)
- Actors (Les Acteurs), regia di Bertrand Blier (2000)
- Il mistero della camera gialla (Le mystère de la chambre jaune), regia di Bruno Podalydès (2003)
- Sotto falso nome, regia di Roberto Andò (2004)
- CinquePerDue - Frammenti di vita amorosa (5x2), regia di François Ozon (2004)
- Munich, regia di Steven Spielberg (2005)
- L'ultimo inquisitore (Goya's Ghosts), regia di Milos Forman (2006)
- Agora, regia di Alejandro Amenábar (2009)
- Uomini di Dio (Des hommes et des dieux), regia di Xavier Beauvois (2010)
- Il villaggio di cartone, regia di Ermanno Olmi (2011)
- Gebo e l'ombra (Gebo et l'ombre), regia di Manoel de Oliveira (2012)
- Les Premiers, les Derniers, regia di Bouli Lanners (2016)

### Televisione
- Un cane sciolto, regia di Giorgio Capitani - film TV (1991)
- Il commissario Maigret (Maigret) - serie TV, episodi 1x01-1x34 (1991-2001)
- Un cane sciolto 2, regia di Giorgio Capitani - film TV (1992)
- Un cane sciolto 3, regia di Giorgio Capitani - film TV (1993)

## Doppiatori italiani
- Bruno Alessandro in Galileo, Sotto falso nome, CinquePerDue - Frammenti di vita amorosa, Agora, Uomini di Dio, Gebo e l'ombra
- Pino Locchi in Il processo, Spostamenti progressivi del piacere, Il ritorno delle aquile
- Paolo Lombardi in Quel che resta del giorno, Munich
- Gianni Bonagura ne La sposa in nero
- Ferruccio Amendola in Louis de Funès ed il nonno surgelato
- Gualtiero De Angelis in C'era una volta un commissario...
- Riccardo Cucciolla in Il giorno dello sciacallo
- Sergio Rossi in L'affare della Sezione Speciale
- Bruno Persa in Mr. Klein
- Sergio Fiorentini in Moonraker - Operazione spazio
- Luciano De Ambrosis in Il nome della rosa
- Angelo Nicotra in Nelly e Mr. Arnaud
- Jacques Peyrac in Ronin
- Gianni Musy in L'ultimo inquisitore
- Francesco Carnelutti in Il villaggio di cartone